# 桑原村 (岐阜県)
桑原村（くわばらむら）は、かつて岐阜県羽島郡に存在した村である。村名は、かつてこの地域に存在した荘園（桑原荘）に由来する。
現在の羽島市南部、現在の羽島市桑原町（くわばらちょう）○○である。
木曽川と長良川に挟まれた輪中地帯である。木曽川西岸と長良川東岸の地域であるが、西小薮地区のみが長良川西岸である。

## 歴史
- 1927年（昭和2年）4月1日 – 小薮村と八神村が合併し、桑原村となる。
- 1954年（昭和29年）4月1日 – 正木村、足近村、小熊村、竹ヶ鼻町、上中島村、下中島村、江吉良村、堀津村、福寿村と合併し羽島市が発足。同日桑原村廃止。

### 地名
- 桑原町午南（うまみなみ） – 羽島郡午南新田の一部
- 桑原町大須（おおす） – 大須村
- 桑原町小薮（こやぶ） – 小薮村
- 桑原町西小薮（にしこやぶ） – 小薮村
- 桑原町東方（ひがしかた） – 東方村、八神村東方
- 桑原町平太（へいた） – 大須村平太島、八神村平太島
- 桑原町前野（まえの） – 八神村前野
- 桑原町八神（やがみ） – 八神村

## 交通機関
- 名鉄竹鼻線
  - 八神駅・桑原駅・大須駅[2]

## 学校
- 桑原村立桑原小学校（現・羽島市立桑原学園）
- 羽島郡海津郡学校組合立桑原中学校[3]（現・羽島市立桑原学園）

## 観光
- 真福寺 - 大須観音の前身の寺院
- 徳林寺
- 八神城址
- 八剱神社（尾張国中島郡の式内社、石刀神社の旧跡とされている）

## その他
羽島市の合併の当初の計画では、長良川の西岸の桑原村西小薮は合併から除外され、海津郡との合併が検討されていた。地元住民の熱心な運動により西小薮は羽島市への合併となったが、現在も直接結ぶ橋はなく、上流約1kmの南濃大橋を利用している。